# 香港電影金像奨 最佳動作設計
香港電影金像奨 最佳動作設計（ホンコンでんえいきんぞうしょう さいかどうさせっけい、Hong Kong Film Awards Best Action Choreography、香港映画金像賞 最優秀アクション設計）とは、中華圏を代表する映画賞である香港電影金像奨の部門の一つで、劇中のアクションが最も優れていると選ばれた作品、およびそのアクション監督や動作指導（スタントコーディネーター）、またアクションチームに与えられる賞である。

## 概要
1983年におこなわれた第2回香港電影金像奨において、「最佳動作指導」として設けられ、1996年の第15回からは名称を「最佳動作設計」
に変更された。
戦後すぐより武侠映画やカンフー映画などのアクション映画を量産してきた香港映画らしく、これは世界の映画賞のなかでも珍しい顕彰である。中華圏では金馬奨にも動作設計賞が設けられているが、
金馬奨のほうが長い歴史を持つにもかかわらず、動作設計という部門については、香港の9年後、1992年の第29回から新たに加えられた。
過去にこの「最佳動作設計」と「最佳電影（最優秀作品賞）」を同時に受賞した作品は、以下の通りである。
- 1986年 第5回 『ポリス・ストーリー/香港国際警察』
- 2001年 第20回『グリーン・デスティニー』
- 2005年 第24回『カンフーハッスル』
- 2008年 第28回『イップ・マン 序章』
- 2010年 第29回『孫文の義士団』
- 2014年 第33回『グランド・マスター』

## 受賞とノミネート一覧
テキストボックスの背景が黄色になっているものが受賞。

### 1980年代
| 年                                                       | 作品名 | アクション監督 動作指導 |
| -------------------------------------------------------- | --- | ----------------------- |
| 1983年 第2回                                             | |                         |
| ユン・ピョウ in ドラ息子カンフー (敗家仔)                | サモ・ハン・キンポー（洪金寶）ラム・チェンイン（林正英） ユン・ピョウ（元彪）ビリー・チャン（陳會毅）                                                                   |                         |
| ドラゴンロード (龍少爺)                                  | ジャッキー・チェン（成龍）ユン・ケイ（元奎） フォン・ハックオン（馮克安）                                                                                               |                         |
| 龍の忍者（龍之忍者）                                     | ユン・ケイ（元奎）マン・ホイ（孟海） |                         |
| 秘技・十八武芸拳法 (十八般武藝)                          | ラウ・カーリョン（劉家良）チン・チュウ（京柱） シャオ・ホウ（小侯） |                         |
| ミラクル・ファイター（奇門遁甲）                         | ユエン・ウーピン（袁和平）ブランディ・ユエン（袁振洋） ユエン・シュンイー（袁信義）ユエン・チュンヤン（袁祥仁） サイモン・ユエンJr.（袁日初）チウ・チュンヒン（趙中興） |                         |
| 少林寺 (少林寺)                                          | 馬賢達 潘清福 ワン・チェン・ハイ（王常凱） ユエ・ハイ（于海） |                         |
| 1984年 第3回                                             | |                         |
| 五福星 （奇謀妙計五福星）                                | ラム・チェンイン（林正英）ユン・ピョウ（元彪） ビリー・チャン（陳會毅）                                                                                                 |                         |
| 蜀山奇傅 天空の剣 （蜀山）                               | ユン・ケイ（元奎） |                         |
| チャンピオン鷹 （波牛）                                  | ブランディ・ユエン（袁振洋）ユエン・シュンイー（袁信義） |                         |
| 霊幻師弟 人嚇人 (人嚇人)                                 | サモ・ハン・キンポー（洪金寶）ラム・チェンイン（林正英） ユン・ピョウ（元彪）ビリー・チャン（陳會毅）                                                                   |                         |
| 妖刀斬首剣（生死決）                                     | チン・シウトン（程小東） |                         |
| 1985年 第4回                                             | |                         |
| プロジェクトA (A 計劃)                                   | 成家班（ジャッキー・スタントチーム） |                         |
| 霊幻百鬼 人嚇鬼（人嚇鬼）                                | 洪家班（サモ・ハン・スタントチーム） |                         |
| スパルタンX（快餐車）                                    | 成家班 |                         |
| 少林寺秘棍房 (五郎八卦棍)                                | ラウ・カーリョン（劉家良） |                         |
| 省港旗兵・九龍の獅子/クーロンズ・ソルジャー （省港旗兵） | ビリー・チャン（陳會毅） |                         |
| 1986年 第5回                                             | |                         |
| ポリス・ストーリー/香港国際警察 (警察故事)               | 成家班（ジャッキー・スタントチーム） |                         |
| 香港発活劇エクスプレス 大福星（福星高照）                | ラム・チェンイン（林正英）ユン・ピョウ（元彪） |                         |
| ファースト・ミッション（龍的心）                         | 洪家班（サモ・ハン・スタントチーム） |                         |
| 霊幻道士 (殭屍先生)                                      | 洪家班（サモ・ハン・スタントチーム） |                         |
| レディ・ハード 香港大捜査線（皇家師姐）                  | ユン・ケイ（元奎）マン・ホイ（孟海） |                         |
| 1987年 第6回                                             | |                         |
| サイキックSFX/魔界戦士 (奇緣)                            | チン・シウトン(程小東） |                         |
| 検事Mr.ハー/俺が法律だ (執法先鋒)                        | ユン・ケイ（元奎）ユン・ピョウ（元彪）マン・ホイ（孟海） |                         |
| 北京オペラブルース (刀馬旦)                              | チン・シウトン (程小東） |                         |
| 皇家戦士 (皇家戰士)                                      | マン・ホイ（孟海） |                         |
| 阿羅漢 （南北少林）                                      | ラウ・カーリョン（劉家良） |                         |
| 十福星 （最佳福星）                                      | 洪家班（サモ・ハン・スタントチーム） |                         |
| 1988年 第7回                                             | |                         |
| プロジェクトA2 史上最大の標的 (A 計劃續集)               | 成家班（ジャッキー・スタントチーム） |                         |
| サンダーアーム/龍兄虎弟（龍兄虎弟）                      | ラウ・カーウィン（劉家榮）ブランディ・ユエン（袁振洋） |                         |
| イースタン・コンドル（東方禿鷹）                         | 洪家班（サモ・ハン・スタントチーム） |                         |
| (海市蜃樓)                                               | ツイ・シウミン（徐小明） |                         |
| 男たちの挽歌 II （英雄本色 II）                          | チン・シウトン（程小東） |                         |
| チャイニーズ・ゴースト・ストーリー （倩女幽魂）          | チン・シウトン（程小東）フィリップ・コク（郭追） ラウ・チャンサン（劉志豪）ツイ・チョンソン（徐忠信）胡志龍                                                             |                         |
| 1989年 第8回                                             | |                         |
| ポリス・ストーリー2/九龍の眼 (警察故事續集)              | 成家班（ジャッキー・スタントチーム） |                         |
| タイガー・オン・ザ・ビート（老虎出更）                   | 劉家班（ラウ・アクションチーム） |                         |
| サイクロンZ（飛龍猛將）                                  | 洪家班、成家班 |                         |

### 1990年代
| 年                                                                                   | 作品名 | アクション監督 動作指導 |
| ------------------------------------------------------------------------------------ | --- | ----------------------- |
| 1990年 第9回                                                                         | |                         |
| 奇蹟/ミラクル (奇蹟)                                                                 | 成家班（ジャッキー・スタントチーム）                                                                          |                         |
| タイム・ソルジャーズ～愛は時空(とき)を超えて～（急凍奇俠）                           | 洪家班（サモ・ハン・スタントチーム） ユン・ワー（元華）ユン・タク（元德）                                     |                         |
| ペディキャブ・ドライバー（群龍戲鳳）                                                 | 洪家班 ブランディ・ユエン（袁振洋）マン・ホイ（孟海）                                                         |                         |
| 1991年 第10回                                                                        | |                         |
| スウォーズマン 剣士列伝 (笑傲江湖)                                                   | チン・シウトン(程小東）                                                                                       |                         |
| 赤の広場の龍 (紅場飛龍)                                                              | ユン・タク（元德）                                                                                            |                         |
| テラコッタ・ウォリア 秦俑 (秦俑)                                                     | チン・シウトン (程小東）                                                                                      |                         |
| チャイニーズ・ゴースト・ストーリー2 (倩女幽魂II人間道)                               | チン・シウトン (程小東）ラウ・チャンサン（劉志豪）胡志龍                                                      |                         |
| 1992年 第11回                                                                        | |                         |
| ワンス・アポン・ア・タイム・イン・チャイナ 天地黎明 (黃飛鴻)                         | ユエン・チュンヤン（袁祥仁）ユエン・シュンイー（袁信義） ラウ・カーウィン（劉家榮）                           |                         |
| 神鳥伝説 (九一神鵰俠侶)                                                              | ユン・タク（元德）                                                                                            |                         |
| プロジェクト・イーグル (飛鷹計劃)                                                    | 成家班（ジャッキー・スタントチーム）                                                                          |                         |
| プリズン・オン・ファイアー2 (監獄風雲II逃犯)                                         | 林滿華 |                         |
| チャイニーズ・ゴースト・ストーリー3 (倩女幽魂III道道道)                              | チン・シウトン (程小東）ユン・ブン（元彬） マー・ユンシク（馬玉成） 張耀星                                    |                         |
| 1993年 第12回                                                                        | |                         |
| ワンス・アポン・ア・タイム・イン・チャイナ 天地大乱 (黄飛鴻二之男兒當自強)           | ユエン・ウーピン（袁和平）                                                                                    |                         |
| ポリス・ストーリー3 (警察故事III超級警察)                                            | スタンリー・トン（唐季禮） アイレン・シット(薛春煒) 鄧德榮 陳文清 黄明昇                                      |                         |
| チャウ・シンチーのロイヤル・トランプ2(鹿鼎記II神龍教)                                | チン・シウトン(程小東）                                                                                       |                         |
| ドラゴン・イン/新龍門客棧 (新龍門客棧)                                               | チン・シウトン(程小東） ユン・ブン（元彬）                                                                    |                         |
| スウォーズマン/女神伝説の章 (笑傲江湖II東方不敗)                                     | チン・シウトン(程小東） ユン・ブン（元彬） マー・ユンシク（馬玉成） 張耀星                                    |                         |
| 1994年 第13回                                                                        | |                         |
| 格闘飛龍 方世玉 (方世玉)                                                             | ユン・ケイ（元奎）ユン・タク（元德）                                                                          |                         |
| ワンス・アポン・ア・タイム・イン・チャイナ 天地争覇 (黃飛鴻之三獅王爭霸)             | ユン・ブン（元彬）                                                                                            |                         |
| ワンダー・ガールズ 東方三侠(東方三俠)                                                | チン・シウトン(程小東）                                                                                       |                         |
| ワンス・アポン・ア・タイム・イン・チャイナ外伝/アイアンモンキー (少年黃飛鴻之鐵馬騮) | ユエン・ウーピン（袁和平）ユエン・チュンヤン（袁祥仁） ユエン・シュンイー（袁信義）コク・ヒンチュウ（谷軒昭） |                         |
| 新ポリス・ストーリー (重案組)                                                        | ジャッキー・チェン（成龍） 成家班                                                                             |                         |
| 1995年 第14回                                                                        | |                         |
| 酔拳2 (醉拳II)                                                                       | ラウ・カーリョン（劉家良）成家班                                                                              |                         |
| 楽園の瑕 (東邪西毒)                                                                  | サモ・ハン・キンポー（洪金寶）                                                                                |                         |
| 新・少林寺伝説 (洪熙官)                                                              | ユン・ケイ（元奎）                                                                                            |                         |
| フィスト・オブ・レジェンド 怒りの鉄拳 (精武英雄)                                     | ユエン・ウーピン（袁和平）                                                                                    |                         |
| ターゲット・ブルー (中南海保縹)                                                      | ユン・ケイ（元奎）ユン・タク（元德）                                                                          |                         |
| 1996年 第15回                                                                        | |                         |
| レッド・ブロンクス (紅番區)                                                          | スタンリー・トン（唐季禮）ジャッキー・チェン（成龍）                                                          |                         |
| ブレード/刀 (刀)                                                                     | ユン・ブン（元彬）マン・ホイ（孟海）トン・ワイ（董瑋）                                                        |                         |
| デッドヒート (霹靂火)                                                                | 成家班（ジャッキー・スタントチーム） 洪家班（サモ・ハン・スタントチーム）                                     |                         |
| D&D 完全黙秘 (給爸爸的信)                                                            | ユン・ケイ（元奎）ユン・タク（元德）                                                                          |                         |
| フル・スロットル ～烈火戦車～ (烈火戰車)                                             | ブルース・ロウ（羅禮賢）                                                                                      |                         |
| 1997年 第16回                                                                        | |                         |
| ファイナル・プロジェクト (警察故事４之簡單任務)                                      | スタンリー・トン（唐季禮）                                                                                    |                         |
| ブラック・マスク (黑俠)                                                              | ユエン・ウーピン（袁和平）                                                                                    |                         |
| 上海グランド (新上海灘)                                                              | トン・ワイ（董瑋）                                                                                            |                         |
| 冒険王 (冒險王)                                                                      | チン・シウトン(程小東） マー・ユンシク（馬玉成）                                                              |                         |
| （衝鋒隊怒火街頭）                                                                   | マー・ユンシク（馬玉成）                                                                                      |                         |
| ファースト・オプション 飛虎 (飛虎)                                                   | ブルース・ロウ（羅禮賢）                                                                                      |                         |
| 1998年 第17回                                                                        | |                         |
| ダウンタウン・シャドー (神偷諜影)                                                    | トン・ワイ（董瑋）                                                                                            |                         |
| ワンス・アポン・ア・タイム・イン・チャイナ&アメリカ 天地風雲 (黃飛鴻之西域雄獅)      | サモ・ハン・キンポー（洪金寶）                                                                                |                         |
| ナイスガイ (一個好人)                                                                | 成家班 チョウ・ウィン（曹榮）                                                                                 |                         |
| (黑金）                                                                              | ユン・ブン（元彬）                                                                                            |                         |
| (十萬火急)                                                                           | ユン・ブン（元彬）                                                                                            |                         |
| 1999年 第18回                                                                        | |                         |
| WHO AM I? (我是誰?)                                                                  | ジャッキー・チェン（成龍）                                                                                    |                         |
| 風雲 ストームライダーズ (風雲雄霸天下)                                               | ディオン・ラム（林迪安）                                                                                      |                         |
| ホーク Ｂ計画 (B計劃)                                                                | ブルース・ロウ（羅禮賢）                                                                                      |                         |
| ヒットマン（殺手之王）                                                               | トン・ワイ（董瑋）                                                                                            |                         |
| ヴァーチャル・シャドー 幻影特攻 (幻影特攻)                                           | トン・ワイ（董瑋）                                                                                            |                         |

### 2000年代
| 年                                                     | 作品名                                                                                            | アクション監督 動作指導 |
| ------------------------------------------------------ | ------------------------------------------------------------------------------------------------- | ----------------------- |
| 2000年 第19回                                          |                                                                                                   |                         |
| パープルストーム 紫雨風暴 (紫雨風暴)                   | トン・ワイ（董瑋）                                                                                |                         |
| ゴージャス (玻璃樽)                                    | ジャッキー・チェン（成龍） 成家班（ジャッキー・スタントチーム）                                   |                         |
| ザ・ミッション 非情の掟 (鎗火)                         | チェン・カーサン（鄭家生）                                                                        |                         |
| レジェンド・オブ・ヒーロー/中華英雄（中華英雄）        | ディオン・ラム（林迪安）                                                                          |                         |
| 2001年 第20回                                          |                                                                                                   |                         |
| グリーン・デスティニー (臥虎藏龍)                      | ユエン・ウーピン（袁和平）                                                                        |                         |
| ジェネックス・コップ2 (特警新人類2)                    | ニッキー・リー（李忠志）                                                                          |                         |
| ドリフト (順流逆流)                                    | ホン・ヤンヤン（熊欣欣）                                                                          |                         |
| 東京攻略（東京攻略）                                   | アイレン・シット(薛春煒)                                                                          |                         |
| SPY N（雷霆戰警）                                      | スタンリー・トン（唐季禮） アイレン・シット(薛春煒)                                               |                         |
| 2002年 第21回                                          |                                                                                                   |                         |
| アクシデンタル・スパイ (特務迷城)                      | トン・ワイ（董瑋）成家班                                                                          |                         |
| 少林サッカー (少林足球)                                | チン・シウトン（程小東）                                                                          |                         |
| 鉄拳高 同級生はケンカ王 (我的野蠻同學)                 | チン・シウトン（程小東）                                                                          |                         |
| 拳神 KENSHIN（拳神）                                   | ユン・ケイ（元奎）                                                                                |                         |
| 天上の剣 The Legend of ZU（蜀山傳）                    | ユエン・ウーピン（袁和平）ユエン・シュンイー（袁信義） ユン・ブン（元彬）コク・ヒンチウ（谷軒昭） |                         |
| 2003年 第22回                                          |                                                                                                   |                         |
| HERO (英雄)                                            | チン・シウトン（程小東）                                                                          |                         |
| インファナル・アフェア (無間道)                        | ディオン・ラム（林迪安）                                                                          |                         |
| クローサー (夕陽天使)                                  | ユン・ケイ（元奎）グオ・ジェンヨン(国建勇)                                                        |                         |
| レジェンド 三蔵法師の秘宝（天脈傳奇）                  | フィリップ・コク（郭振鋒）                                                                        |                         |
| プリンセスD（想飛）                                    | トン・ワイ（董瑋）                                                                                |                         |
| 2004年 第23回                                          |                                                                                                   |                         |
| ツインズ・エフェクト (千機變)                          | ドニー・イェン（甄子丹）                                                                          |                         |
| メダリオン （飛龍再生）                                | サモ・ハン・キンポー（洪金寶）                                                                    |                         |
| ヒロイック・デュオ 英雄捜査線 （雙雄）                 | トン・ワイ（董瑋）                                                                                |                         |
| スター・ランナー（少年阿虎）                           | チン・ガーロッ（錢嘉樂）                                                                          |                         |
| マッスルモンク（大隻佬）                               | ユン・ブン（元彬）                                                                                |                         |
| 2005年 第24回                                          |                                                                                                   |                         |
| カンフーハッスル (功夫)                                | ユエン・ウーピン（袁和平）                                                                        |                         |
| 花都大戦 ツインズ・エフェクトII （千機變 II 花都大戰） | ユン・ケイ（元奎）                                                                                |                         |
| ワンナイト・イン・モンコック （旺角黑夜）              | チン・ガーロッ（錢嘉樂）                                                                          |                         |
| 柔道龍虎房（柔道龍虎榜）                               | ユン・ブン（元彬）                                                                                |                         |
| 香港国際警察/NEW POLICE STORY（ 新警察故事）           | ニッキー・リー（李忠志）成家班                                                                    |                         |
| 2006年 第25回                                          |                                                                                                   |                         |
| SPL/狼よ静かに死ね (殺破狼)                            | ドニー・イェン（甄子丹）                                                                          |                         |
| セブンソード （七劍）                                  | ラウ・カーリョン（劉家良）トン・ワイ（董瑋） ホン・ヤンヤン（熊欣欣）                             |                         |
| ディバージェンス 運命の交差点 （三岔口）               | ニッキー・リー（李忠志）                                                                          |                         |
| THE MYTH/神話（神話）                                  | ジャッキー・チェン（成龍）スタンリー・トン（唐季禮） ユン・タク（元德）                           |                         |
| ドラゴン・プロジェクト（精武家庭）                     | ユエン・ウーピン（袁和平）ユエン・シュンイー（袁信義） コク・ヒンチウ（谷軒昭）                   |                         |
| 2007年 第26回                                          |                                                                                                   |                         |
| SPIRIT (霍元甲)                                        | ユエン・ウーピン（袁和平）                                                                        |                         |
| 王妃の紋章 （滿城盡帶黃金甲）                          | チン・シウトン（程小東）                                                                          |                         |
| 墨攻（墨攻）                                           | トン・ワイ（董瑋）                                                                                |                         |
| かちこみ!ドラゴン・タイガー・ゲート（龍虎門）          | ドニー・イェン（甄子丹）                                                                          |                         |
| プロジェクトBB （寶貝計劃）                            | ジャッキー・チェン（成龍）ニッキー・リー（李忠志）成家班                                          |                         |
| 2008年 第27回                                          |                                                                                                   |                         |
| 導火線 FLASH POINT (導火綫)                            | ドニー・イェン（甄子丹）                                                                          |                         |
| ツインズ・ミッション （双子神偷）                      | コン・タオホー（江道海）                                                                          |                         |
| ウォーロード/男たちの誓い （投名状）                   | チン・シウトン（程小東）                                                                          |                         |
| プロテージ/偽りの絆 （門徒）                           | チン・ガーロッ（錢嘉樂）                                                                          |                         |
| インビジブル・ターゲット（男兒本色）                   | ニッキー・リー（李忠志）                                                                          |                         |
| 2009年 第28回                                          |                                                                                                   |                         |
| イップ・マン 序章 (葉問)                               | サモ・ハン・キンポー（洪金寶） トニー・リャン（梁小熊）                                           |                         |
| 三国志 （三國之見龍卸甲）                              | サモ・ハン・キンポー（洪金寶）ユン・タク（元德）                                                  |                         |
| レッドクリフ PartI （赤壁）                            | ユン・ケイ（元奎）                                                                                |                         |
| コネクテッド （保持通話）                              | ニッキー・リー（李忠志）                                                                          |                         |
| 画皮 あやかしの恋（畫皮）                              | トン・ワイ（董瑋）                                                                                |                         |

### 2010年代
| 年                                                              | 作品名                                                                                          | アクション監督 動作指導 |
| --------------------------------------------------------------- | ----------------------------------------------------------------------------------------------- | ----------------------- |
| 2010年 第29回                                                   |                                                                                                 |                         |
| 孫文の義士団 (十月圍城)                                         | トン・ワイ（董瑋） リー・タッチウ（李達超）                                                     |                         |
| レッドクリフ PartII -未来への最終決戦- （赤壁 決戰天下）        | ユン・ケイ（元奎）                                                                              |                         |
| 風雲 ストームウォリアーズ （風雲II）                            | マー・ユンシク（馬玉成）                                                                        |                         |
| 新宿インシデント（新宿事件）                                    | チン・ガーロッ（錢嘉樂）                                                                        |                         |
| 処刑剣 14BLADES（錦衣衛）                                       | コク・ヒンチウ（谷軒昭）                                                                        |                         |
| 2011年 第30回                                                   |                                                                                                 |                         |
| イップ・マン 葉問 (葉問2：宗師傳奇)                             | サモ・ハン・キンポー（洪金寶）                                                                  |                         |
| 燃えよ!じじぃドラゴン 龍虎激闘 （打擂台）                       | ユン・タク（元德）                                                                              |                         |
| 王朝の陰謀 判事ディーと人体発火怪奇事件 （狄仁傑之通天帝國）    | サモ・ハン・キンポー（洪金寶）                                                                  |                         |
| レジェンド・オブ・フィスト 怒りの鉄拳（精武風雲・陳真）         | ドニー・イェン（甄子丹）                                                                        |                         |
| レイン・オブ・アサシン（劍雨）                                  | トン・ワイ（董瑋）                                                                              |                         |
| 2012年 第31回                                                   |                                                                                                 |                         |
| ドラゴンゲート 空飛ぶ剣と幻の秘宝 (龍門飛甲)                    | ユン・ブン（元彬）ラム・ホイホン（藍海瀚） チャン・チェン・フー （孫建魁）                      |                         |
| 捜査官X（武俠）                                                 | ドニー・イェン（甄子丹）                                                                        |                         |
| 白蛇伝説〜ホワイト・スネーク〜 （白蛇傳説）                     | チン・シウトン(程小東）                                                                         |                         |
| 新少林寺/SHAOLIN （新少林寺）                                   | ユン・ケイ（元奎）ユン・タク（元德） ニッキー・リー（李忠志）                                   |                         |
| さらば復讐の狼たちよ（讓子彈飛）                                | ニッキー・リー（李忠志）薛春煒                                                                  |                         |
| 2013年 第32回                                                   |                                                                                                 |                         |
| ライジング・ドラゴン (十二生肖)                                 | ジャッキー・チェン（成龍）ヘ・ジュン（何鈞）                                                    |                         |
| TAICHI 太極 ゼロ（太極）                                        | サモ・ハン・キンポー（洪金寶）                                                                  |                         |
| モーターウェイ （車手）                                         | チン・ガーロッ（錢嘉樂）ジャック・ウォン（黄偉輝） ン・ホイトン（呉海堂）                       |                         |
| ブラッド・ウェポン （逆戰）                                     | ダンテ・ラム（林超賢）チン・ガーロッ（錢嘉樂） ジャック・ウォン（黄偉輝）ン・ホイトン（呉海堂） |                         |
| コールド・ウォー 香港警察 二つの正義（寒戰）                    | チン・ガーロッ（錢嘉樂）ジャック・ウォン（黄偉輝）                                              |                         |
| 2014年 第33回                                                   |                                                                                                 |                         |
| グランド・マスター (一代宗師)                                   | ユエン・ウーピン（袁和平）                                                                      |                         |
| ライズ・オブ・シードラゴン 謎の鉄の爪（狄仁傑之神都龍王）       | ユン・ブン（元彬）リン・フォン（林峰）                                                          |                         |
| ファイヤー・ストーム （風暴）                                   | チン・ガーロッ（錢嘉樂）                                                                        |                         |
| スペシャルID 特殊身分 （特殊身份）                              | ドニー・イェン（甄子丹）                                                                        |                         |
| 激戦 ハート・オブ・ファイト（激戰）                             | リン・チーワー（凌志華）                                                                        |                         |
| 2015年 第34回                                                   |                                                                                                 |                         |
| カンフー・ジャングル (一個人的武林)                             | ドニー・イェン（甄子丹）トン・ワイ（董瑋） ユン・ブン（元彬）イム・ワー（嚴華）                 |                         |
| ドラゴン・フォー3 秘密の特殊捜査官 最後の戦い（四大名捕大結局） | コク・ヒンチウ（谷軒昭）                                                                        |                         |
| 白髪妖魔伝（白髮魔女傳之明月天國）                              | トン・ワイ（董瑋）                                                                              |                         |
| （惡戰）                                                        | ユエン・ウーピン（袁和平）                                                                      |                         |
| ライズ・オブ・ザ・レジェンド ～炎虎乱舞～(黃飛鴻之英雄有夢)     | ユン・ケイ（元奎）                                                                              |                         |
| 2016年 第35回                                                   |                                                                                                 |                         |
| ドラゴン×マッハ! （殺破狼Ⅱ）                                    | ニッキー・リー（李忠志）                                                                        |                         |
| ドラゴン・ブレイド（天將雄師）                                  | ジャッキー・チェン（成龍）成家班（ジャッキー・スタントチーム）                                  |                         |
| ヘリオス 赤い諜報戦（赤道）                                     | チン・ガーロッ（錢嘉樂）                                                                        |                         |
| タイガー・マウンテン〜雪原の死闘〜（智取威虎山）                | ユン・ブン（元彬）                                                                              |                         |
| イップ・マン 継承（葉問3）                                      | ユエン・ウーピン（袁和平）                                                                      |                         |
| 2017年 第36回                                                   |                                                                                                 |                         |
| オペレーション・メコン （湄公河行動）                           | トン・ワイ（董瑋）                                                                              |                         |
| 修羅の剣士（三少爺的剣）                                        | ユン・ブン（元彬）ディオン・ラム（林迪安）                                                      |                         |
| コールド・ウォー 香港警察 堕ちた正義（寒戰2）                   | チン・ガーロッ（錢嘉樂）                                                                        |                         |
| コール・オブ・ヒーローズ 武勇伝（危城）                         | サモ・ハン・キンポー（洪金寶）                                                                  |                         |
| 西遊記 孫悟空vs白骨夫人（西遊記之孫悟空三打白骨精）             | サモ・ハン・キンポー（洪金寶）                                                                  |                         |
| 2018年 第37回                                                   |                                                                                                 |                         |
| SPL 狼たちの処刑台 (殺破狼．貪狼)                               | サモ・ハン・キンポー（洪金寶）                                                                  |                         |
| 狂獣 欲望の海域（狂獸）                                         | ニッキー・リー（李忠志）                                                                        |                         |
| 奇門遁甲 （奇門遁甲）                                           | ユエン・チュンヤン（袁祥仁）ユエン・シュンイー（袁信義）                                        |                         |
| 悟空伝 (悟空傳)                                                 | コク・ヒンチウ（谷軒昭）                                                                        |                         |
| 追龍（追龍）                                                    | ユン・ブン（元彬）イム・ワー（嚴華） ユー・カン（喩亢）                                         |                         |
| 2019年 第38回                                                   |                                                                                                 |                         |
| オペレーション:レッド・シー (紅海行動)                          | ダンテ・ラム（林超賢）                                                                          |                         |
| 王朝の陰謀 闇の四天王と黄金のドラゴン（狄仁傑之四大天王）       | リン・フォン（林峰）                                                                            |                         |
| イップ・マン外伝 マスターZ（葉問外傳：張天志）                  | ユエン・シュンイー（袁信義）                                                                    |                         |
| プロジェクト・グーテンベルク 贋札王 （無雙）                    | ニッキー・リー（李忠志）                                                                        |                         |
| ゴールデン・ジョブ（黃金兄弟）                                  | チン・ガーロッ（錢嘉樂）アラン・ン（呉永倫）鄧瑞華                                              |                         |